# Anodocheilus silvestrii
Anodocheilus silvestrii är en skalbaggsart som först beskrevs av Régimbart 1903.  Anodocheilus silvestrii ingår i släktet Anodocheilus och familjen dykare. Inga underarter finns listade i Catalogue of Life.